# لويس كارلوس ريستريبو راميريز
لويس كارلوس ريستريبو راميريز (بالإسبانية: Luis Carlos Restrepo)‏ هو فيلسوف وطبيب نفسي كولومبي، ولد في 24 يناير 1954 في فيلنديا في كولومبيا.